# Eunicella cavolini
Eunicella cavolini är en korallart som först beskrevs av Koch 1887.  Eunicella cavolini ingår i släktet Eunicella och familjen Gorgoniidae. Inga underarter finns listade i Catalogue of Life.

## Bildgalleri

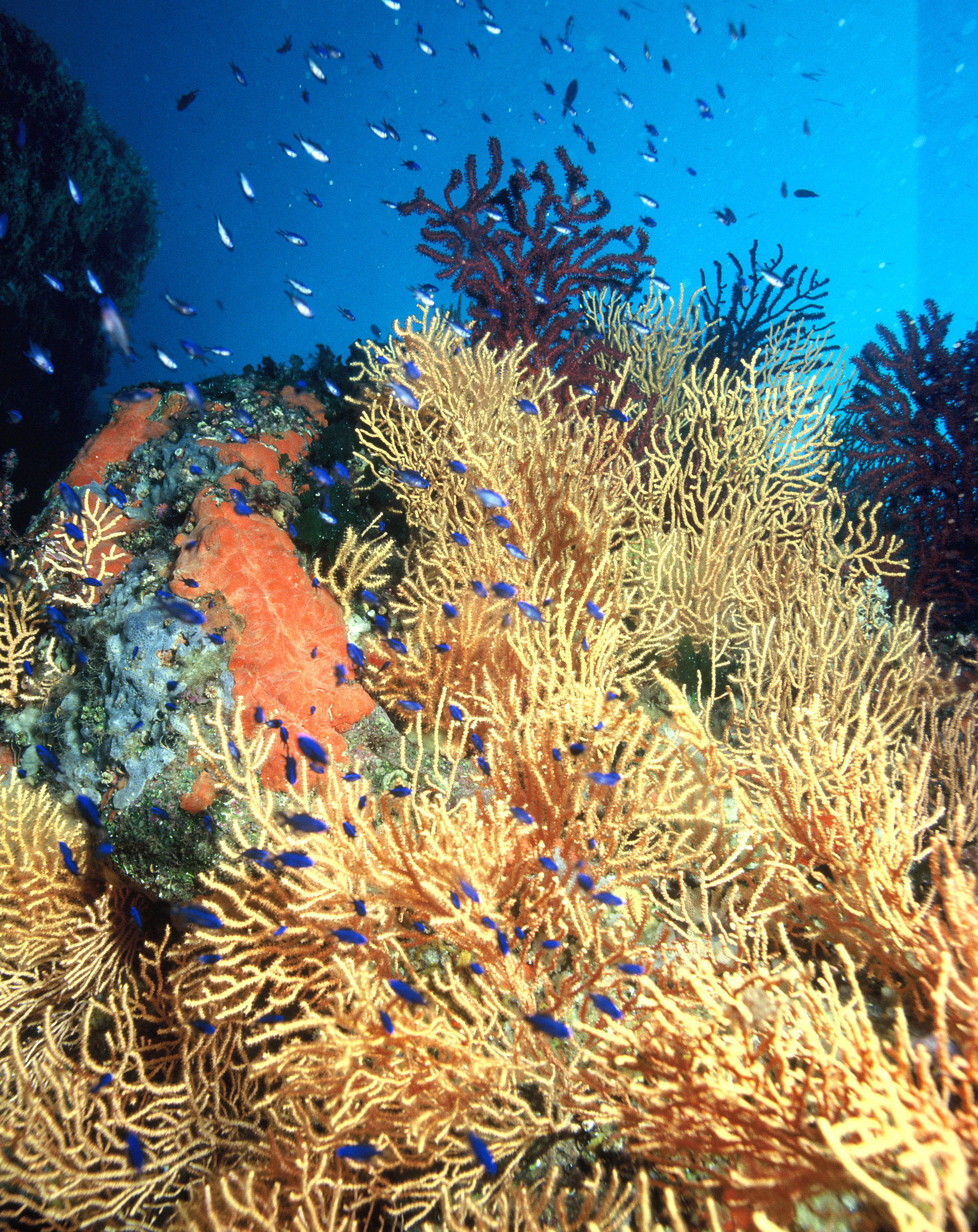
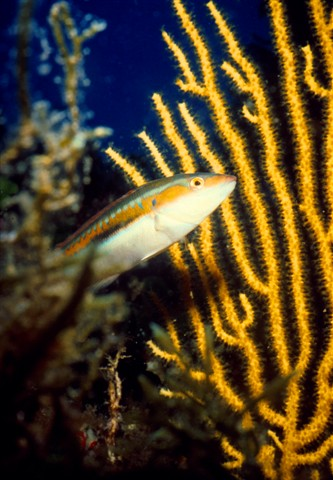
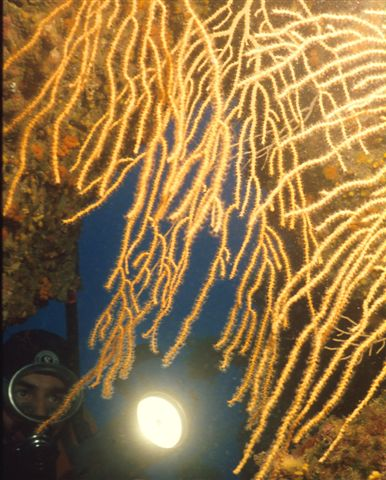
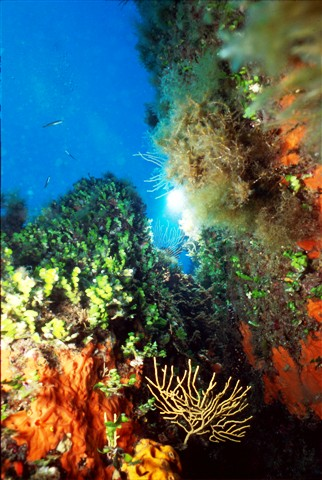